# Lyssach
Lyssach là một đô thị thuộc huyện Emmental, bang Bern, Thụy Sĩ. Đô thị này có diện tích 6,05 km2, dân số thời điểm tháng 12 năm 2020 là 1466 người. Lyssach được đề cập lần đầu vào năm 894 với tên Lihsacho và với tên Lissacho năm 1255.